# Sachiko Yamada
Sachiko Yamada (en japonés: 山田沙知子, Yamada Sachiko; Prefectura de Osaka, 15 de octubre de 1982) es una deportista japonesa que compitió en natación, especialista en el estilo libre.
Ganó dos medallas en el Campeonato Mundial de Natación en Piscina Corta de 2004, oro en 800 m libre y bronce en 400 m libre. Participó en dos Juegos Olímpicos de Verano, ocupando el octavo lugar en Sídney 2000 (800 m libre) y el sexto en Atenas 2004 (400 m libre).

## Palmarés internacional
| Campeonato Mundial en Piscina Corta | Campeonato Mundial en Piscina Corta | Campeonato Mundial en Piscina Corta | Campeonato Mundial en Piscina Corta |
| Año                                 | Lugar                               | Medalla                             | Prueba                              |
| ----------------------------------- | ----------------------------------- | ----------------------------------- | ----------------------------------- |
| 2004                                | Indianápolis (Estados Unidos)       | Medalla de oro                      | 800 m libre                         |
| 2004                                | Indianápolis (Estados Unidos)       | Medalla de bronce                   | 400 m libre                         |